# Interaktivna televizija
Interaktivna televizija oziroma ITV predstavlja televizijo z interaktivno vsebino. Prinaša povsem nov način razvedrila s spreminjanjem vloge gledalca iz pasivnega v aktivnega uporabnika in zagotavlja interakcijo in poseganje gledalca v samo dogajanje na TV zaslonu. Gre za združevanje tradicionalnega gledanja televizije in komunikacijskih omrežij, kot je internet, kar pomeni uporabo interaktivnosti preko televizijskih sprejemnikov. Kot ene prvih takšnih storitev lahko opredelimo teletekst. Vedno bolj pa vsakdanje postajajo sodobne interaktivne storitve, kot so video in ostale storitve na zahtevo, napredni programski vodniki, t-poslovanje, t-izobraževanje in podobno.
Izraz interaktivna televizija združuje celo družino najrazličnejših pojmov in izrazov s področja interaktivnih TV storitev. Vse namreč več ali manj na svoj način opisujejo pojem interaktivne televizije. 